# Kolokaha
Kolokaha est une localité du centre-nord de la Côte d'Ivoire dans la région du Hambol (Katiola), District de la Vallée du Bandama, située à 11 km au sud de la ville de Tafiré et appartenant à la sous-préfecture de Niédiékaha dans le département de Niakaramadougou. Le site de cette localité bénéficie du passage de la nationale A3 et du chemin de fer international Abidjan - Ouagadougou.
Les habitants de cette localité sont constitués majoritairement des Tagbana (autochtones) qui sont traditionnellement cultivateurs, des Sénoufos, des Lobi (peuple), des Malinké (peuple) et des Burkinabé.
La langue majoritairement parlée est le tagbana.